# Saša Gajičić
Saša Gajičić (serbisch-kyrillisch Саша Гајичић; * 29. Dezember 1977 in Frankfurt am Main) ist ein ehemaliger jugoslawischer Radrennfahrer.

## Karriere
Nachdem Gajičić die Gesamtwertung der Serbien-Rundfahrt 1997, die jugoslawischen Meistertitel im Straßenrennen und im Einzelzeitfahren 1998 und eine Etappe der Ägypten-Rundfahrt 1999 gewann sowie bei den Weltmeisterschaften 1998 Achter des U23-Straßenrennens wurde, schloss er sich im Jahr 200 dem italienischen Radsportteam Alessio an.
Im Jahr 2000 wurde er erneut jugoslawischer Meister im Straßenrennen. Im darauffolgenden Jahr gewann er zwei Etappen des Giro d’Abruzzo, den er als Dritter in der Gesamtwertung beenden konnte, sowie eine Etappe der Serbien-Rundfahrt. 2002, als er seine letzte internationale Saison in Diensten der italienischen Mannschaft Mobilvetta Design-Formaggi Trentini verbrachte, siegte er bei zwei Etappen der Ägypten-Rundfahrt und wurde Zweiter bei den jugoslawischen Meisterschaften im Straßenrennen. Er nahm an Giro d’Italia 2002 teil, musste die Rundfahrt jedoch nach der elften Etappe aufgeben.

## Erfolge
1997
- Gesamtwertung Serbien-Rundfahrt

1998
- Jugoslawischer Meister – Straßenrennen
- Jugoslawischer Meister – Einzelzeitfahren

1999
- eine Etappe Ägypten-Rundfahrt

2000
- Jugoslawischer Meister – Straßenrennen

2001
- zwei Etappen Giro d’Abruzzo
- eine Etappe Serbien-Rundfahrt

2002
- zwei Etappen Ägypten-Rundfahrt

## Teams
- 2000–2001 Alessio
- 2002 Mobilvetta Design-Formaggi Trentini